# Appareil lacrymal

Schéma représentant l'appareil lacrymal chez l'homme.

L’appareil lacrymal, appelé aussi système lacrymal (du latin lacrima, larme), est un ensemble d'organes constitué des glandes lacrymales qui sécrètent les larmes et le liquide lacrymal, et d'un système de drainage qui excrètent ces fluides, les voies lacrymales. Caractéristique des Vertébrés terrestres, cet appareil est absent chez les Vertébrés aquatiques (poissons) et, chez les mammifères marins, il est réduit aux glandes lacrymales qui secrètent un film lipidique protégeant la conjonctive et la cornée contre l'eau de mer.

## Anatomie
Le système lacrymal se constitue : 
- d'un appareil secréteur : les glandes lacrymales principale (composée d'un grand lobe orbitaire et d'un plus petit lobe palpébral[2]) et accessoires
- d'un appareil excréteur : les voies lacrymales (canalicule lacrymal (en) supérieur et inférieur, sac lacrymal et canal lacrymonasal).

L'excrétion lacrymale s'effectue tout au long des voies lacrymales, à travers un système de lacs et rivières où le drainage est assuré non par la gravité mais par un mécanisme actif mettant en jeu la pompe lacrymale (points lacrymaux attirés dans le premier lac lacrymal sous l'action du muscle orbiculaire de l'œil et des clignements des paupières qui créent une pression positive dans ce lac et une pression négative dans la lumière canaliculaire, les larmes étant ainsi aspirées dans le sac).

## Fonctions
Les fonctions de ce système sont de produire et drainer des larmes et du liquide lacrymal pour le nettoyage, l'humidification et la lubrification du bulbe oculaire.

## Pathologies

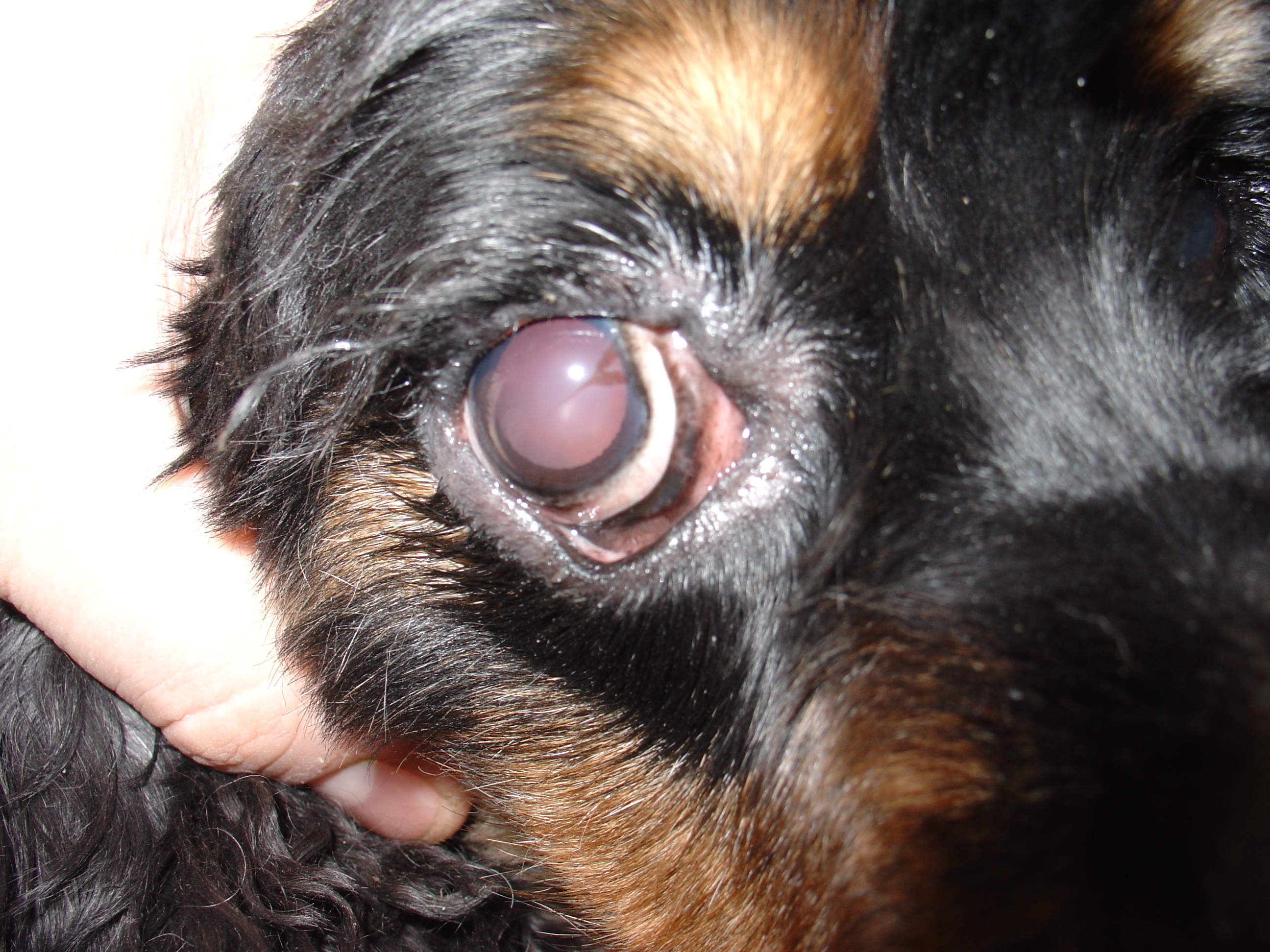
L'ectropion peut être associé à un larmoiement.

Les voies lacrymales d'excrétion peuvent être affectées par de nombreuses pathologies : 
- Larmoiement congénital ou acquis ; par hypersécrétion (exemple, la sécheresse oculaire) ou hypo-excrétion des larmes (fistule lacrymale) ; permanent (sténose lacrymale épiphora) ou intermittent (souvent lié à des infections de la sphère ORL) selon le type de complications infectieuses (dacryoadénite, dacryocystite, canaliculites, conjonctivites lacrymales…), l'origine tumorale (lymphome, carcinome…), mécanique (dacryolithiase, migration de bouchons…) ou traumatique
- Tuméfactions médiocanthales (dacryocystocèles)
- Traumatologie des voies lacrymales : traumatismes du segment horizontal (canalicules lacrymaux) et du segment vertical des voies lacrymales (sac lacrymal, canal lacrymonasal)